# Castillo de Pembroke

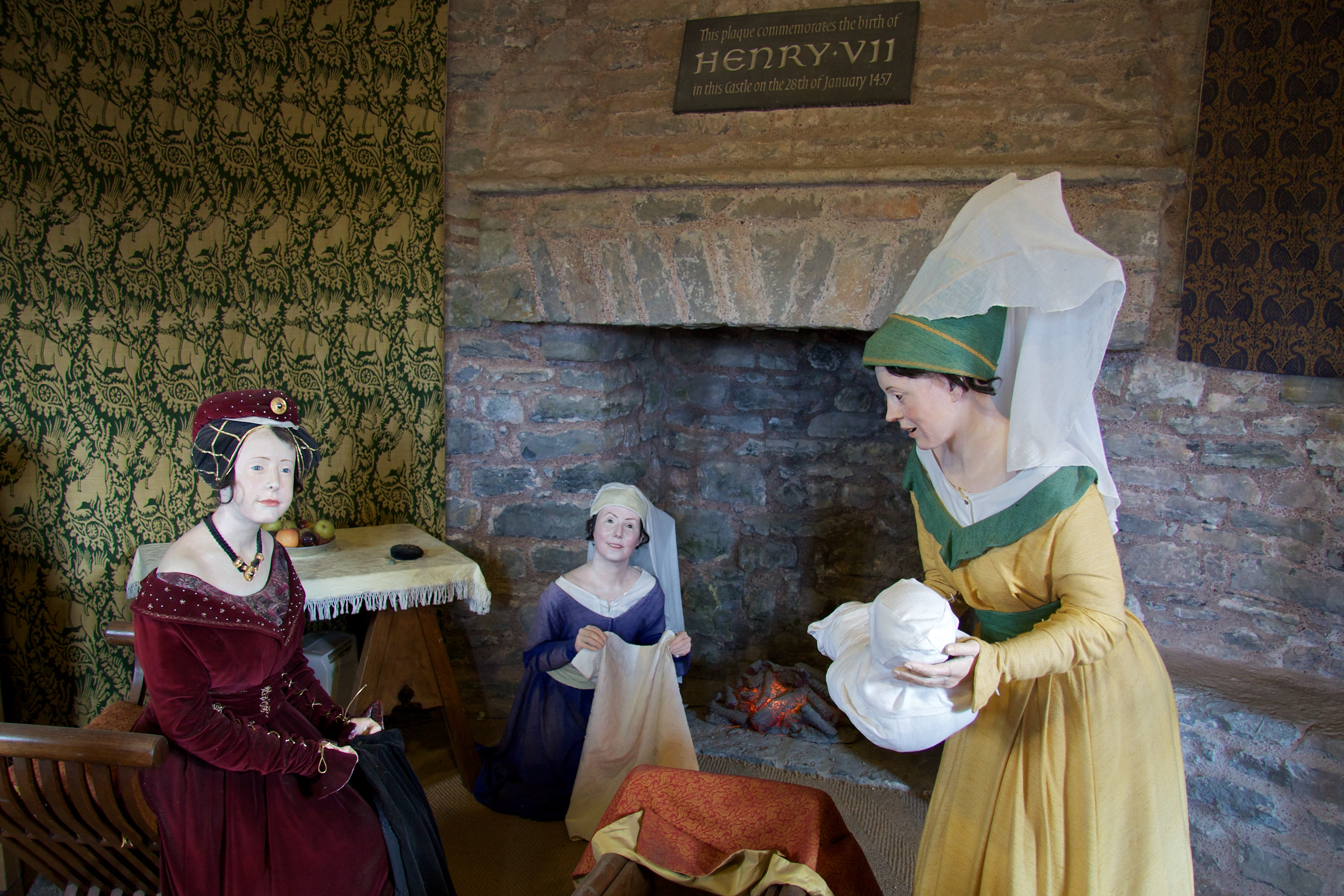
Una exhibición que representa el nacimiento de
Enrique VII de Inglaterra en el castillo.

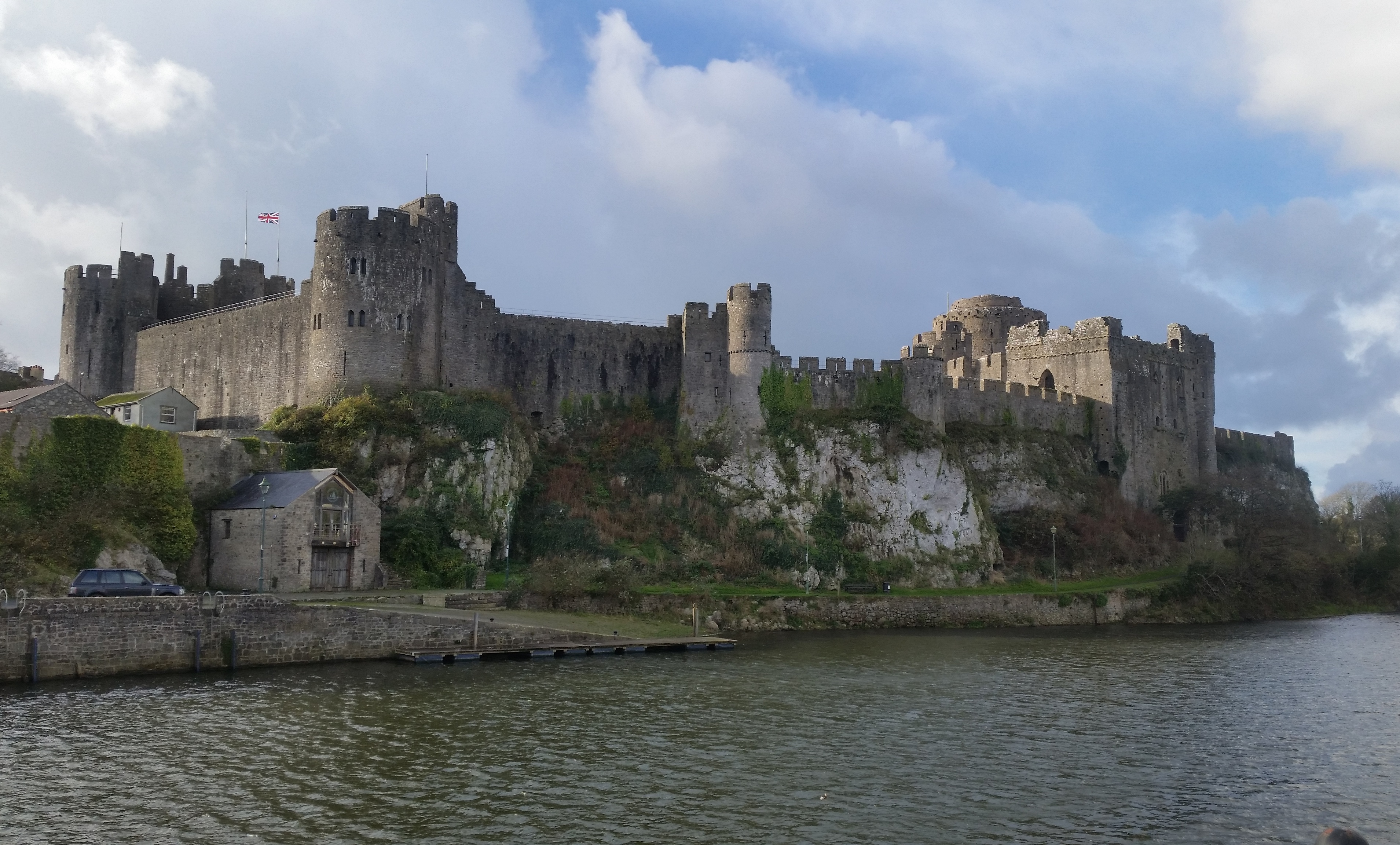
Castillo de Pembroke, vista desde el río Pembroke.

El Castillo de Pembroke cuya construcción data del periodo medieval, se encuentra situado en la población de Pembroke, Gales. Tres de sus lados están rodeados por la ría del Cleddau, lo cual lo convirtió en una formidable fortaleza.

## Historia
La historia del lugar se remonta al menos al periodo romano, aunque en el presente no existen señales tangibles disponibles. Situado en el centro de la ciudad de Pembroke es uno de los castillos normandos más impresionantes del sur de Gales, establecido primariamente en 1093, cuando la conquista normanda de Gales distaba de ser completada.

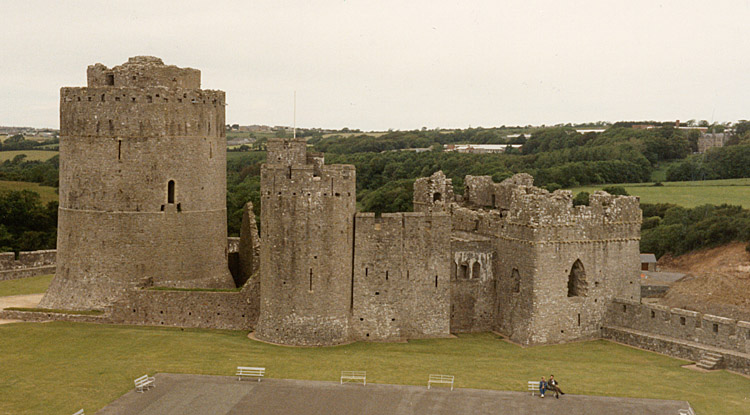
Parte del Castillo de Pembroke. La fortaleza de la izquierda se construyó en el 1200 d. C., su altura es de 23 metros y las murallas en su base son de 6 metros de grosor.

En 1138 se convirtió en propiedad de Gilbert de Clare. Después le fue concedido a Jasper Tudor junto con el ducado, Tudor se trajo a su cuñada viuda al castillo, Margarita Beaufort para dar a luz a su único hijo, el futuro rey Enrique VII de Inglaterra en 1457.
La mayor parte de los daños que sufre el castillo se produjeron durante la guerra civil inglesa, cuando sus propietarios cambiaron de bando en un momento inoportuno. Después de la guerra, Oliver Cromwell animó a los ciudadanos del pueblo a desensamblar la estructura piedra a piedra. En el 2008 se encuentra bajo los cuidados del Cadw  que es el organismo público encargado del patrimonio en Gales y está abierto al público.